# Tramways de la Corrèze
 (août 2022).
La compagnie des tramways de la Corrèze est le nom de la compagnie à laquelle a été concédée le réseau d'intérêt local à voie métrique du département de la Corrèze et exploité de 1912 à 1960. Cette compagnie est formée par MM. Etienne et Gilbert Planche. Son siège est à Lyon.
Ce réseau fonctionnait parallèlement à un autre réseau métrique local, celui du PO-Corrèze.

## Chronologie

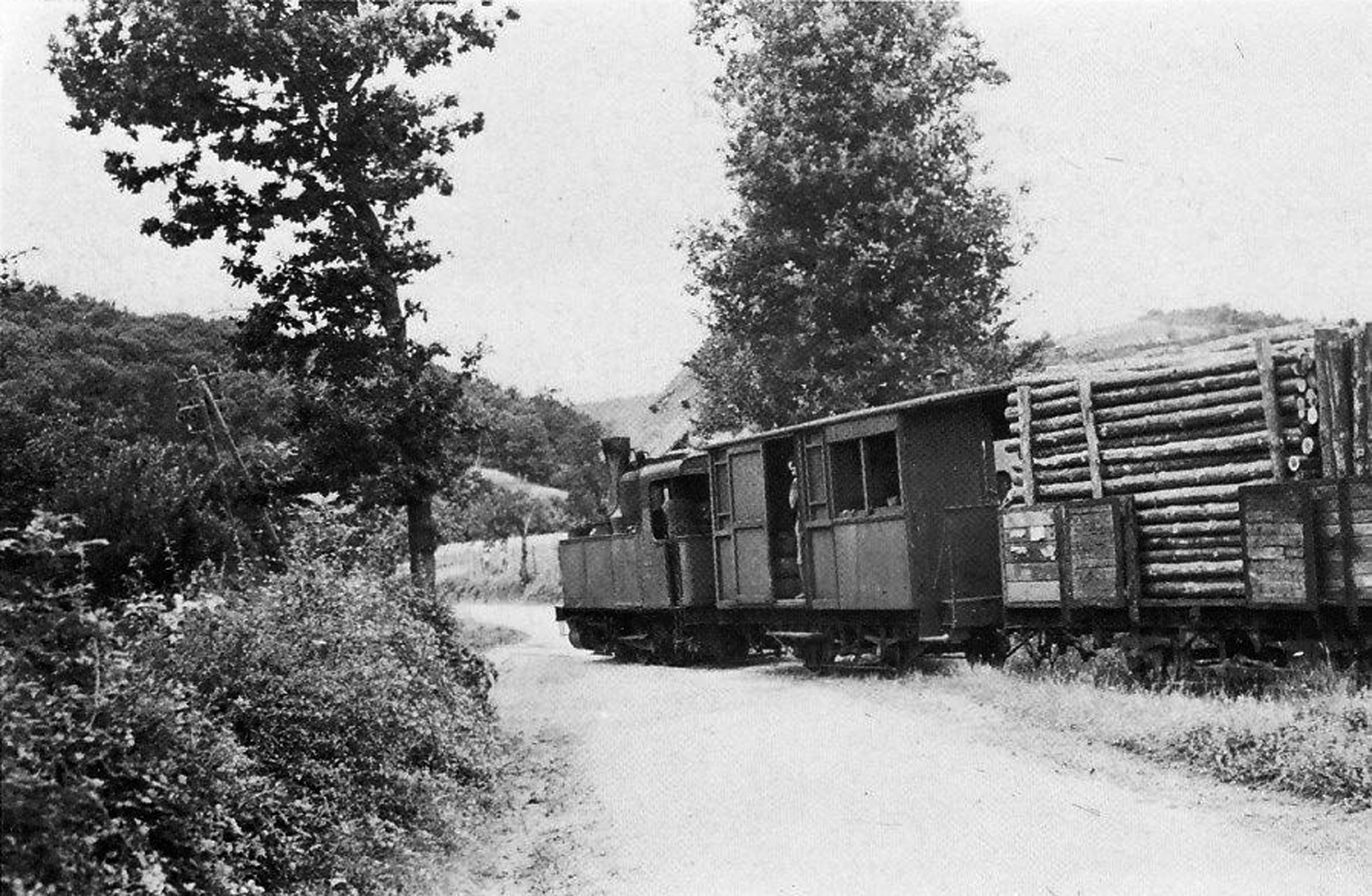
Un train mixte en ligne

### Ouvertures

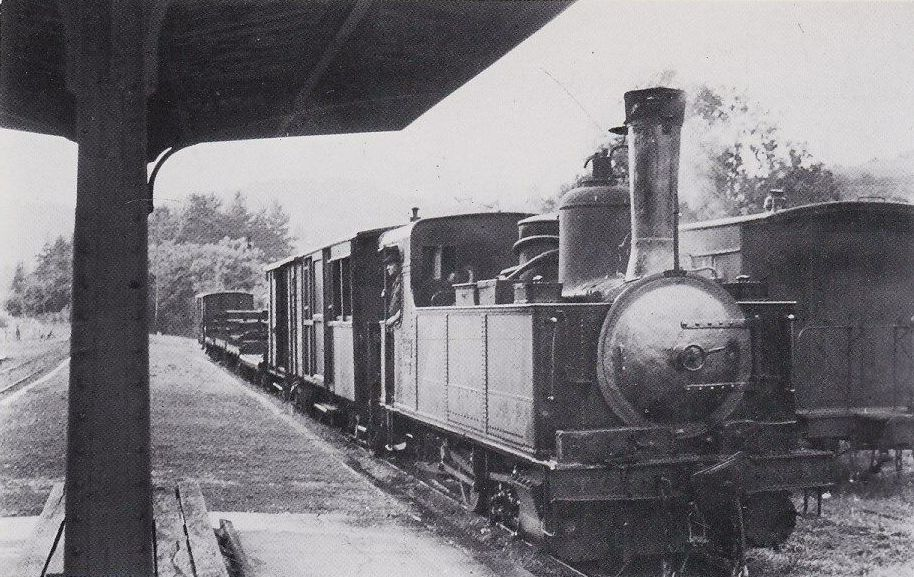
Train vapeur en gare de Saint-Bonnet-Avalouze

- 21 mars 1912 : ouverture de la ligne isolée de La Rivière de Mansac à Juillac, 27 km ;
- 1er août 1912 : ouverture de la section d'Ussel à Neuvic, 27 km ;
- 1er décembre 1912 : ouverture de la section de Turenne au  Bosplos et à Beaulieu-sur-Dordogne, 34 km ;
- 1er mars 1913 : ouverture de la section de Saint-Bonnet-Avalouze (Tulle) à Lapleau, 40 km, et de l'embranchement du Mortier-Gumond à La Roche-Canillac, 5 km ;
- 7 mars 1913 : ouverture de la section de Neuvic à Soursac, 15 km ;
- 1er août 1913 : ouverture de la section de Lapleau à Soursac, 9 km ;
- 20 novembre 1913 : ouverture de la section d'Aubazine au Bosplos, 23 km ;
- 1921 : ouverture de l'embranchement du Moulin du Faure à Beynat, 2 km.

Pour mémoire, le réseau d'intérêt général à voie métrique du PO-Corrèze, reliant Tulle à Uzerche, Treignac et Argentat, a été ouvert en 1904.

### Fermetures
- 1er janvier 1932 : fermeture à tout trafic de :
  - la ligne isolée de la Rivière de Mansac à Juillac
  - la ligne isolée d'Aubazine à Turenne et Beaulieu-sur-Dordogne et de l'embranchement vers Beynat ;
- 16 juin 1938 : fermeture à tout trafic de l'antenne du Mortier-Gumond à La Roche-Canillac
- 1er juillet 1953 : fermeture à tout trafic de la section d'Ussel à Neuvic-d'Ussel ;
- 1er janvier 1960 : fermeture à tout trafic du reste du réseau d'intérêt local.

Un autre réseau corrézien, d'intérêt général et à voie métrique, le PO-Corrèze, a été fermé au trafic voyageurs le 3 novembre 1969 et au trafic marchandises le 1er juin 1970.

## Historique

### Les lignes des TC
- Le Transcorrézien (dénommé familièrement le « Tacot »[1])
  - Tulle - Le Mortier Gumond - Ussel ;
  - Le Mortier - Gumond - La Roche-Canillac (embranchement) ;
- La Rivière de Mansac - Juillac (ligne isolée) ;
- Turenne - Le Bosplos - Beaulieu-sur-Dordogne (ligne isolée) ;
- Le Bosplos - Aubazine (embranchement) ;

### Les ouvrages d'art
- Le viaduc de Lantourne, construit en 1947, sur une retenue d'eau.
  - longueur : 207 mètres
  - longueur des travées : 36 mètres (2) et 45 mètres (3)
  - hauteur : 33 mètres (lit de la rivière), 2,25 mètres, (hauteur maximale de la retenue d'eau)
  - hauteur des quatre piles : 20, 30, 24 et 12 mètres
- Le Viaduc des Rochers Noirs, construit selon le système du commandant Albert Gisclard, a été rénové entre 2022 et 2024[2].
  - longueur : 170 mètres
  - longueur du tablier central : 140 mètres
  - hauteur : 92 mètres
  - hauteur des deux piles : 45 mètres
- Tunnels de 123 et 45 mètres donnant accès au viaduc des Rochers Noirs

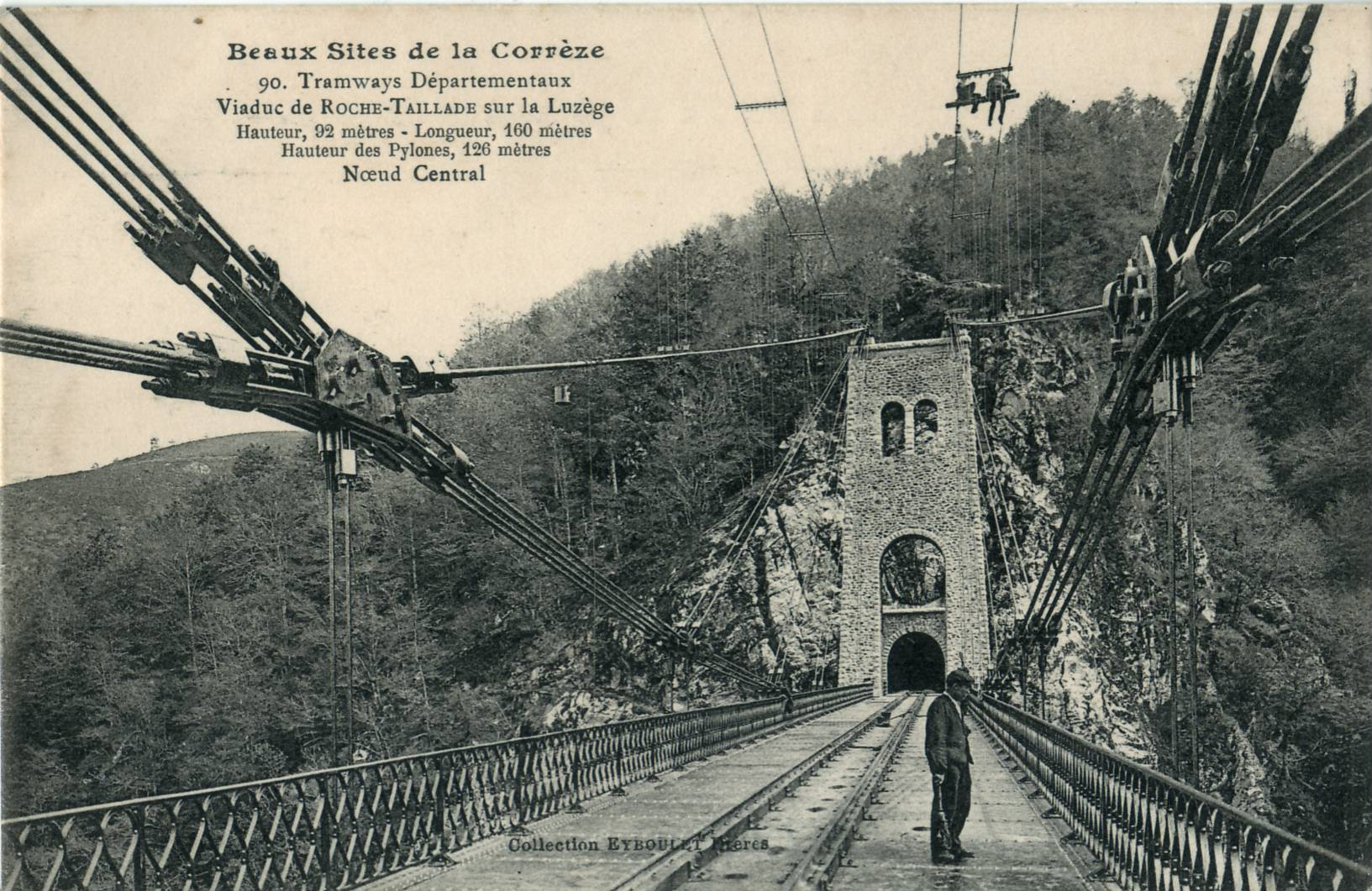
Vue ancienne du Viaduc des Rochers Noirs avec Le « nœud central » des suspensions.
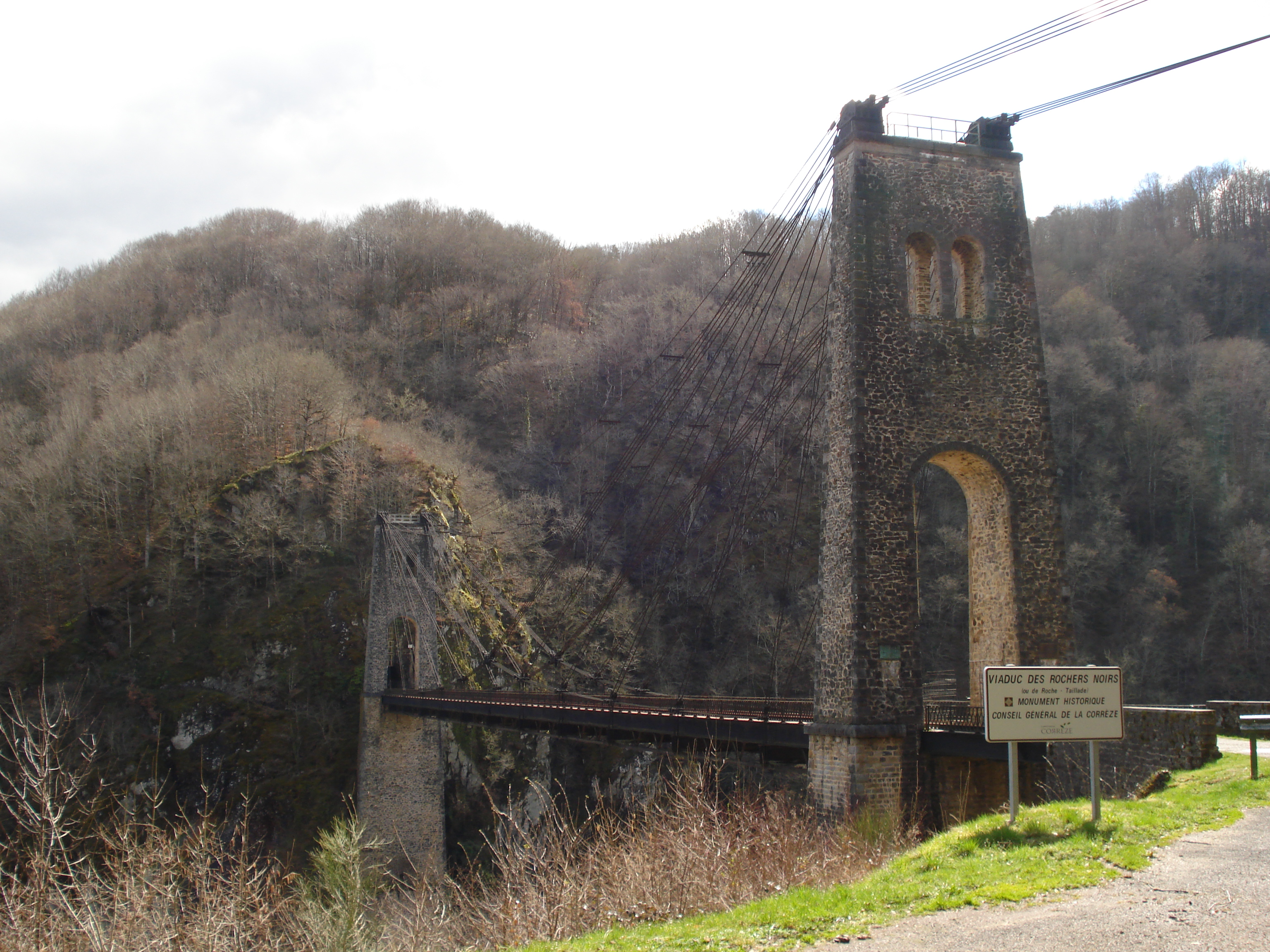
Le viaduc des Rochers Noirs en 2011 avant sa restauration, désormais réouvert au public.
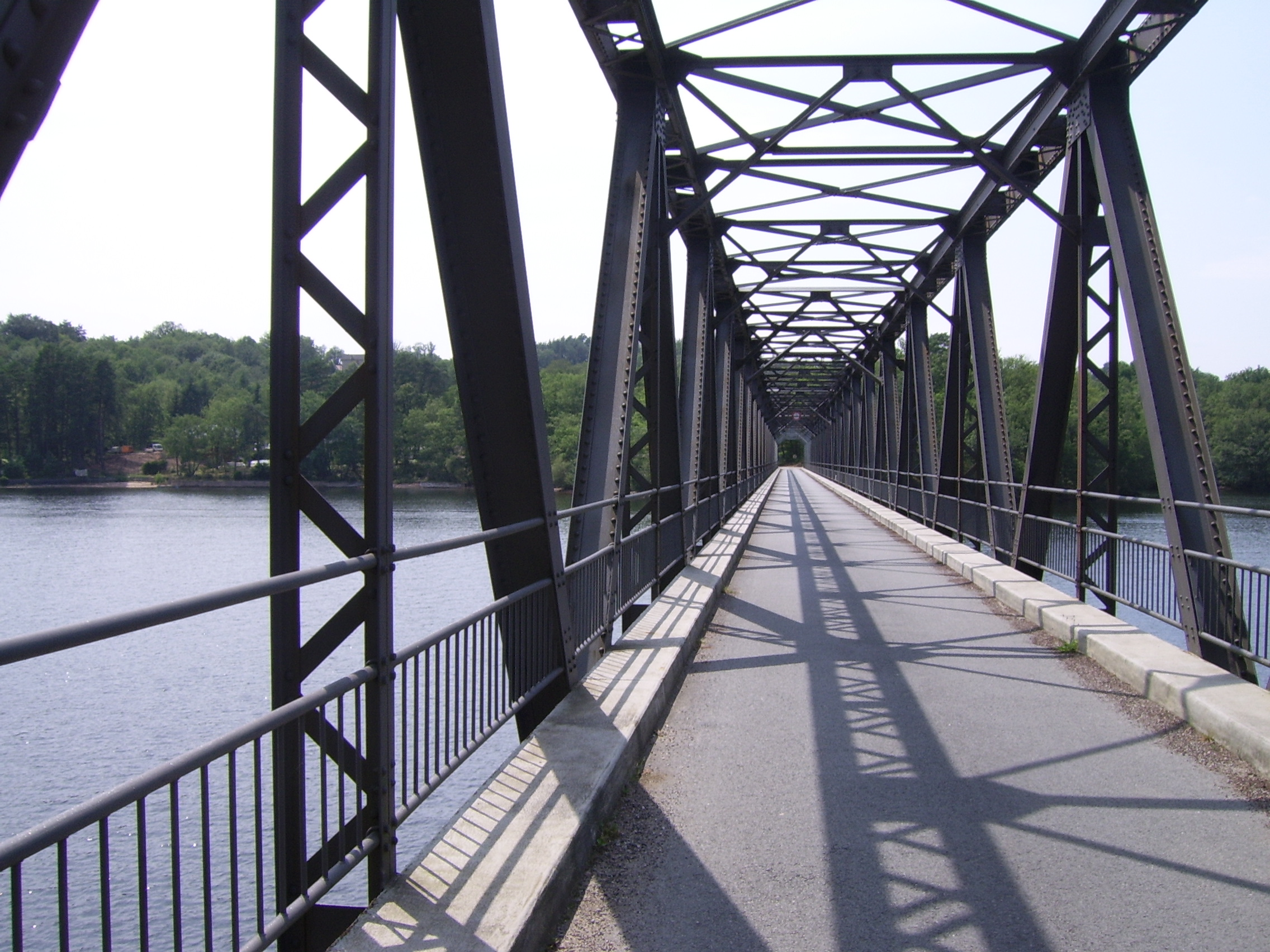
Le viaduc de Lantournes construit pour les Tramways de la Corrèze, et réutilisé par une route.

### Le tronc commun avec le PO-Corrèze
Il existait un tronc commun avec le PO-Corrèze permettant l'accès à Tulle. La ligne des tramways rejoignait celle du chemin de fer qu'elle longeait jusqu'à la gare de Saint-Bonnet-Avalouze. Après cette gare, c'est en empruntant la voie de chemin de fer que les tramways rejoignaient la gare de Tulle.

### Prise d'eau
- Citerne de  Lafage
- Citerne du viaduc des Rochers Noirs

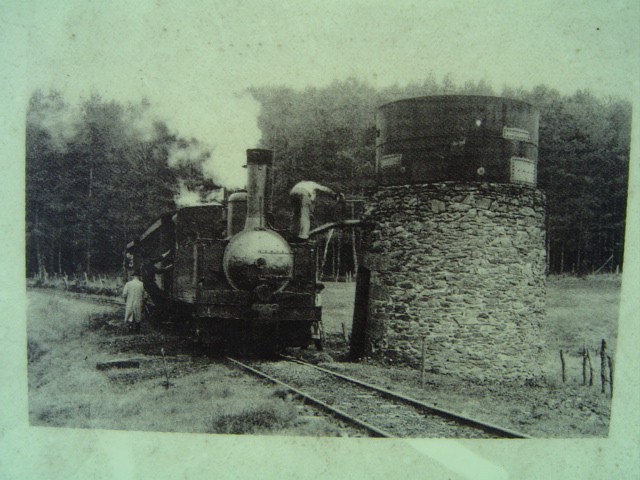
Une prise d'eau en pleine ligne avec la locomotive no 6.
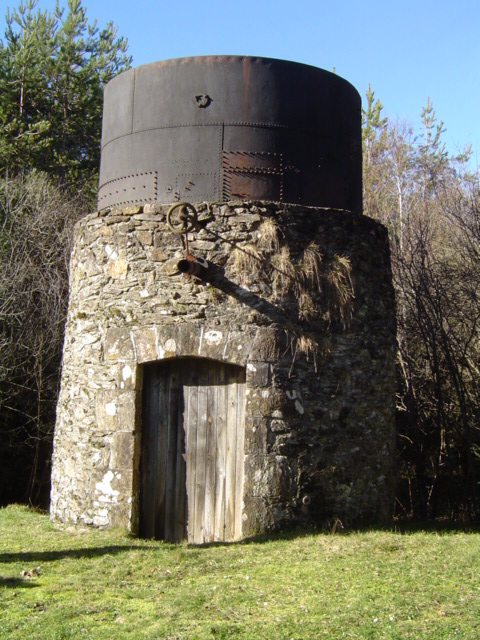
Le château d'eau de Lafage-sur-Sombre.
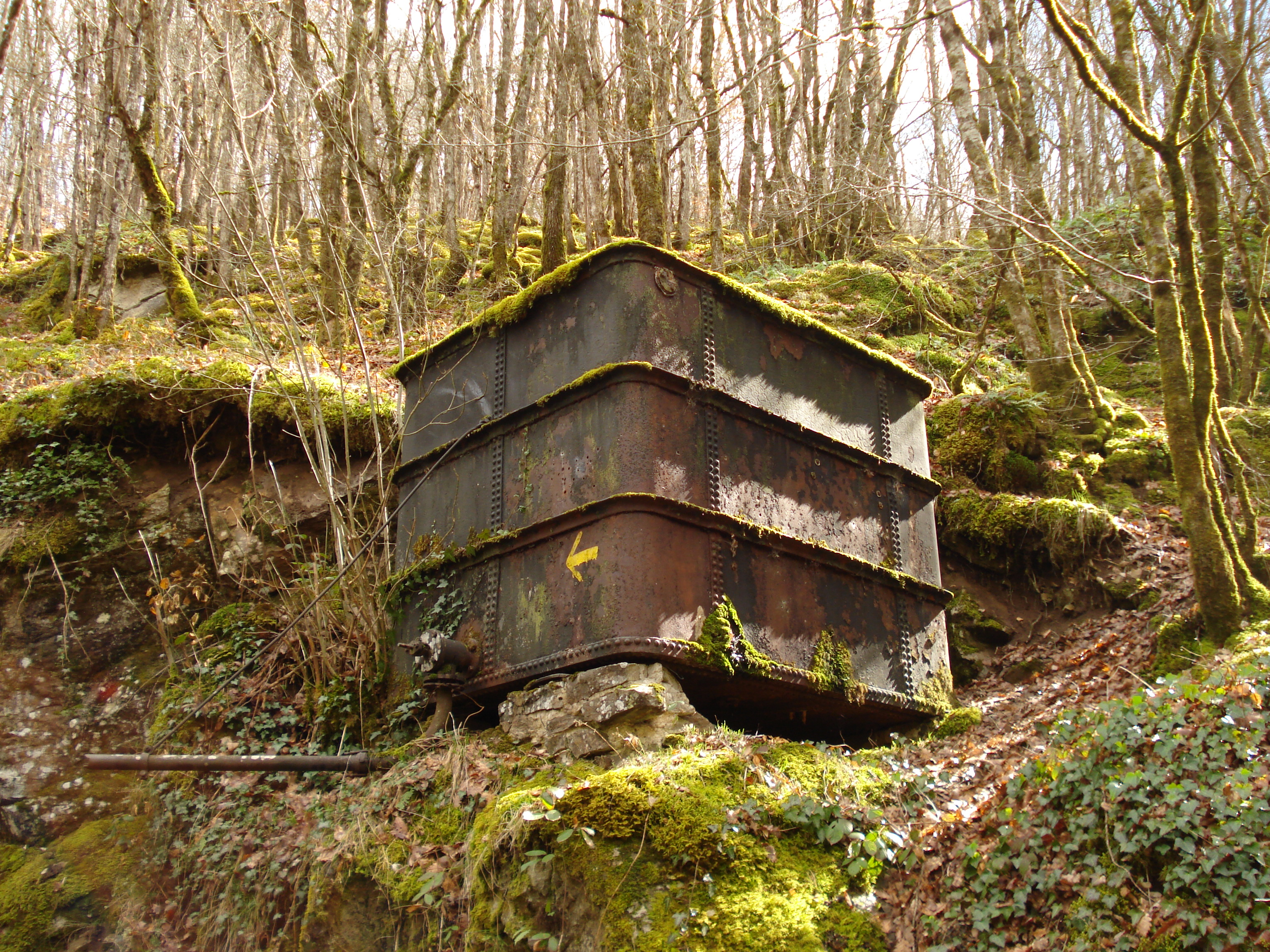
Le réservoir d'eau du Viaduc des Rochers Noirs à Soursac, alimenté par la source d'Aussinange.

### Les gares
Parmi les gares des Tramways de la Corrèze, on distingue 3 catégories :
- Les gares de 1re classe, constituées d'une halle à marchandises, d'un bâtiment en pierre, avec bureau, salle d'attente et WC, et d'un abri couvert ouvert sur les côtés.
- Les gares de 2e classe, constituées d'une halle à marchandises, avec un bureau, et d'un abri couvert,
- Les gares de 3e classe, constituées d'une halle à marchandises et d'un abri couvert, non fermé, avec un petit local pour les billets.

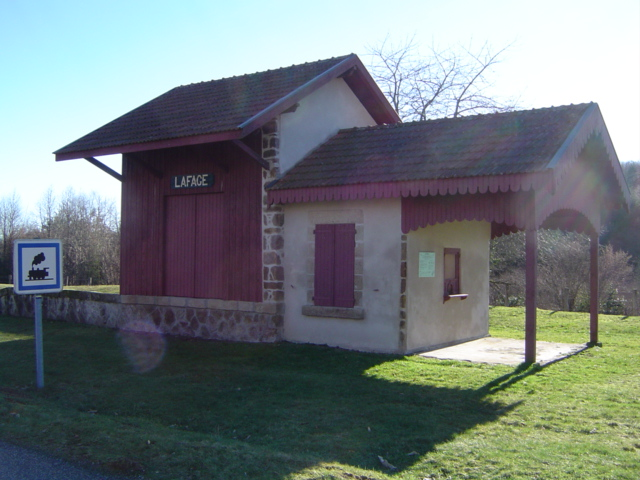
Le bâtiment de la gare de Lafage-sur-Sombre aujourd'hui restauré.
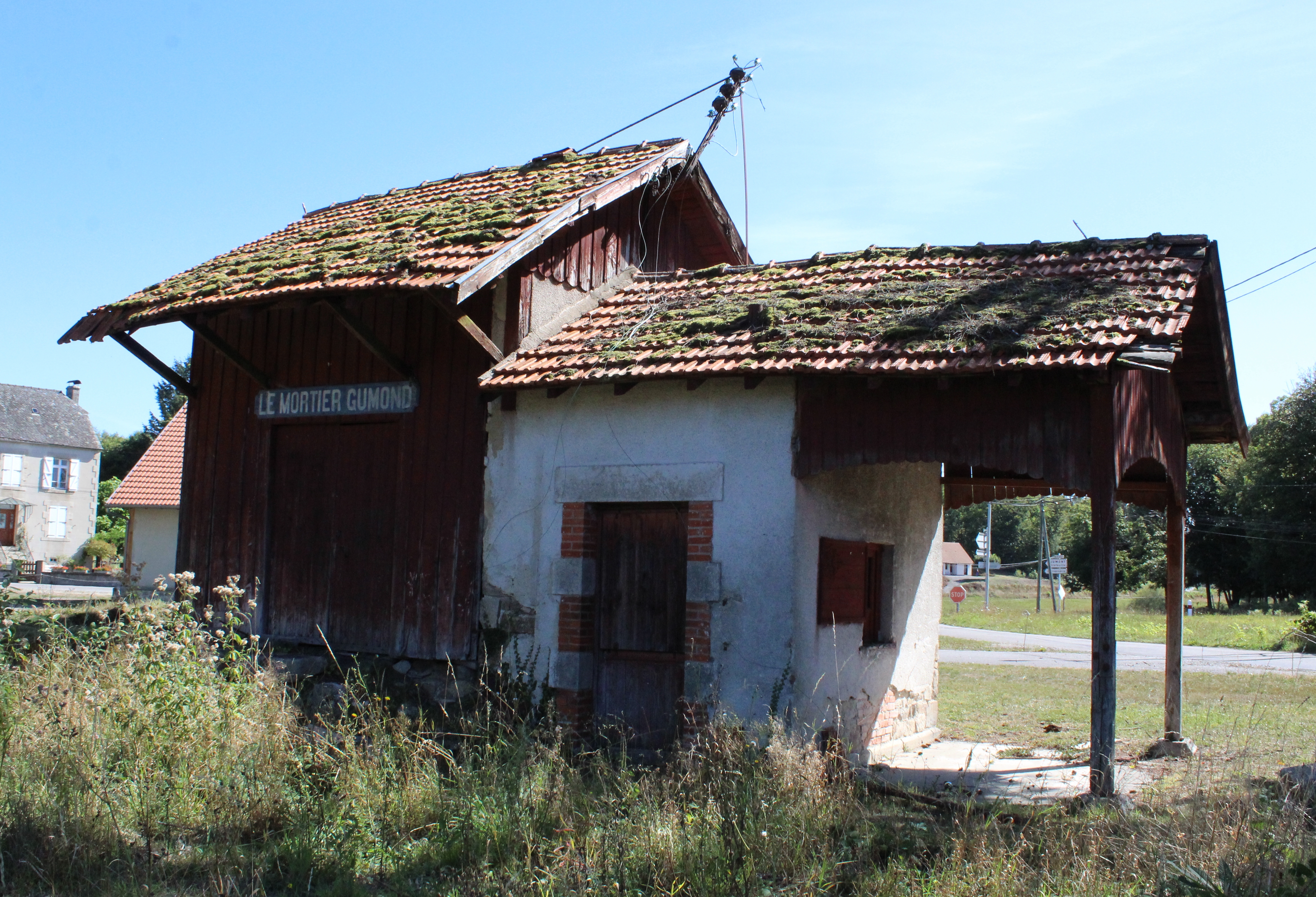
L'ancienne gare du "Mortier-Gumond" en très mauvais état.
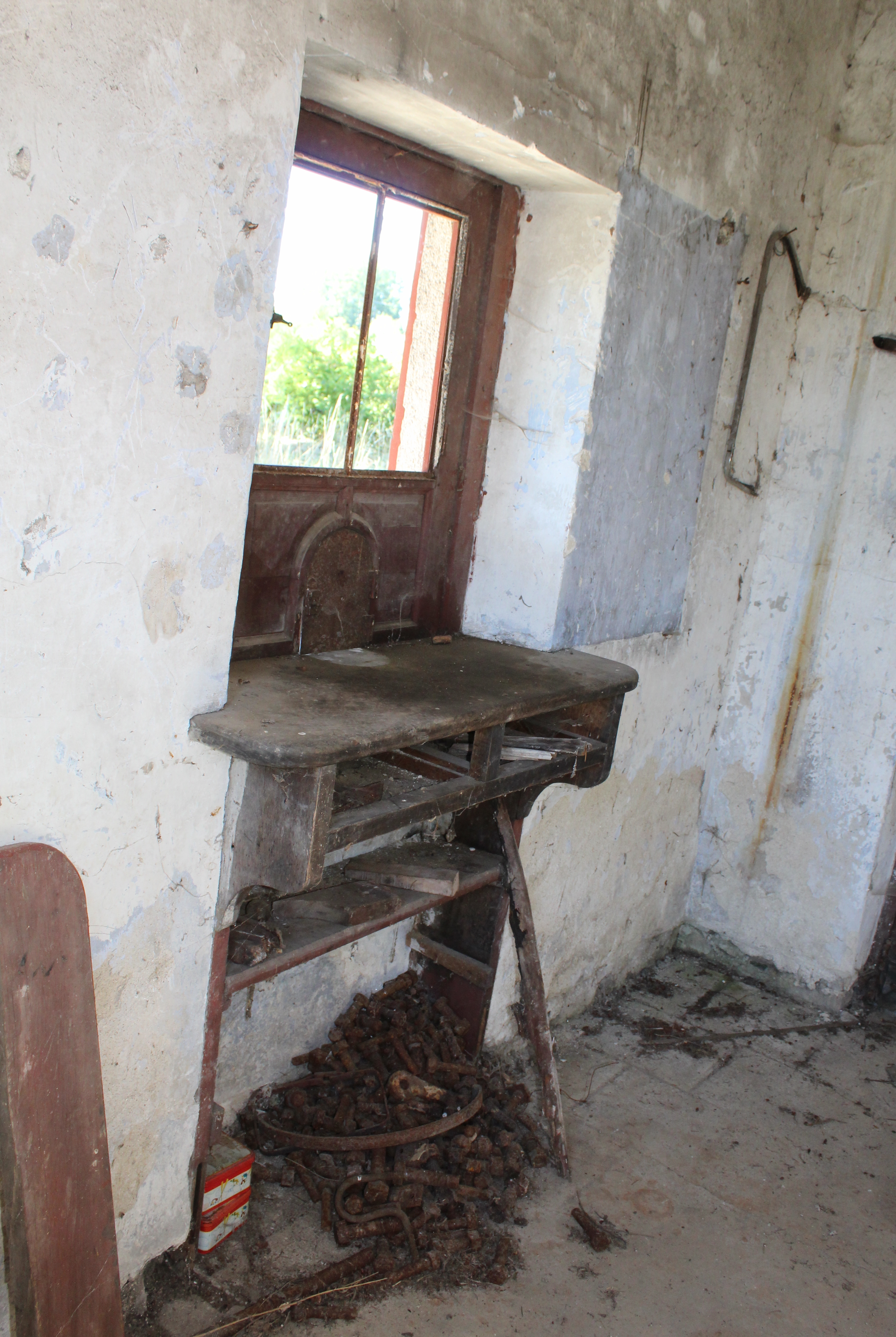
L'ancienne gare du "Mortier-Gumond": le guichet.
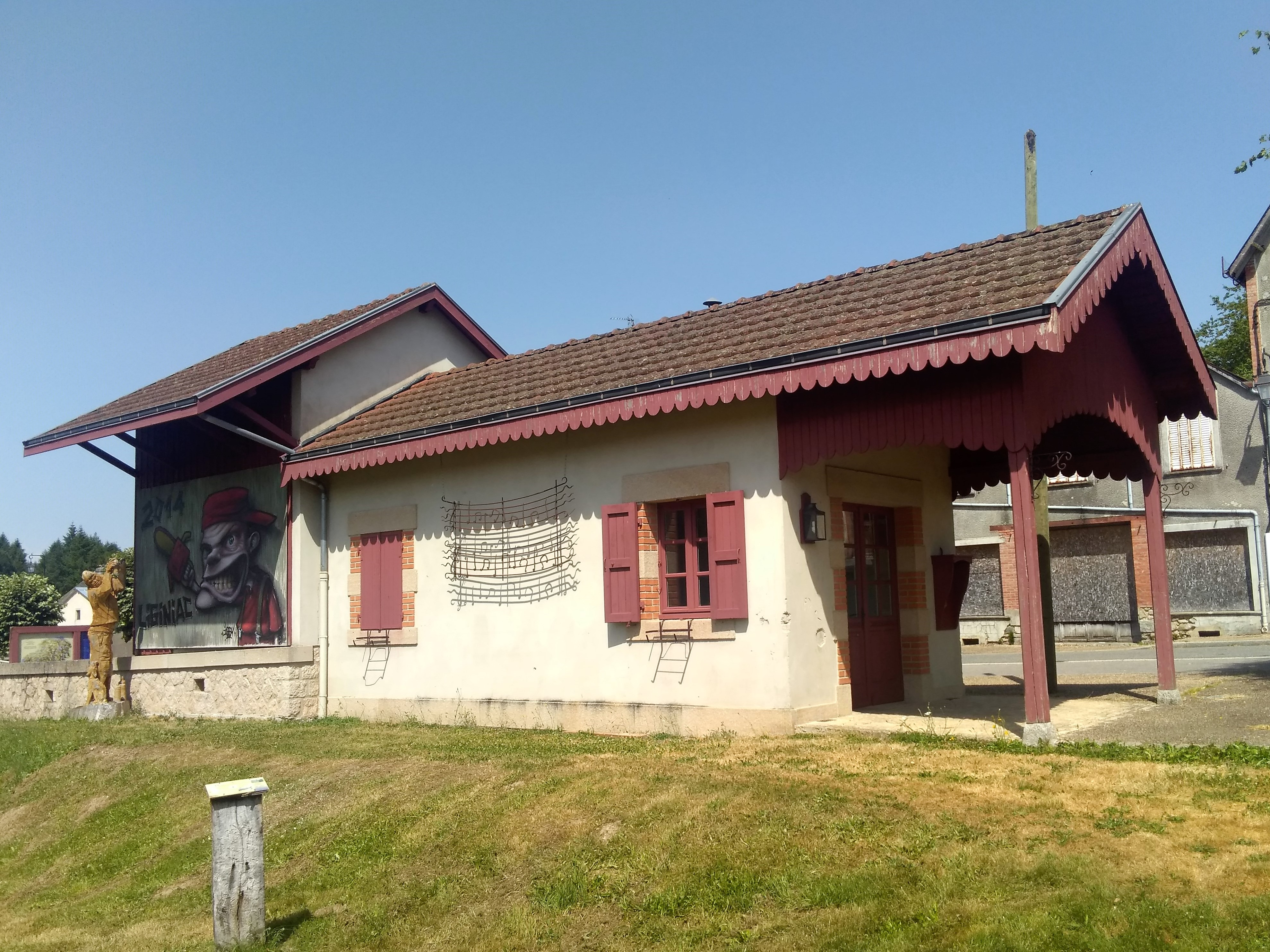
La gare de Liginiac
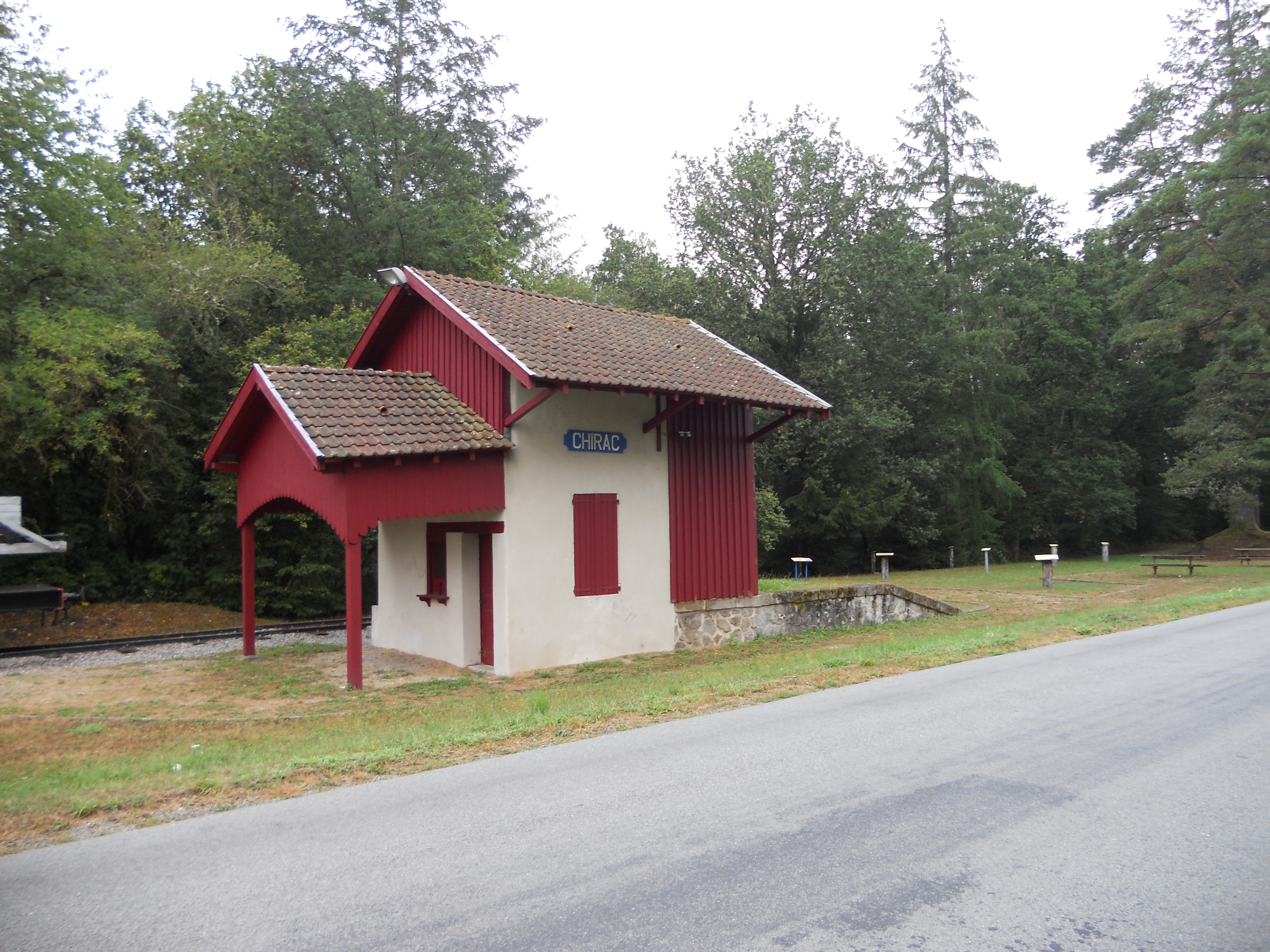
La gare de Chirac-Bellevue.

## Matériel roulant

### Locomotives à vapeur
Les locomotives étaient du type 030 tender ou 030t (trois essieux moteurs). Elles étaient construites à Lyon par les établissements Piguet.
- N° 1 à 12, type 030, 18 tonnes, 1911
- N° 13 à 18, type 030, 17 tonnes, 1912

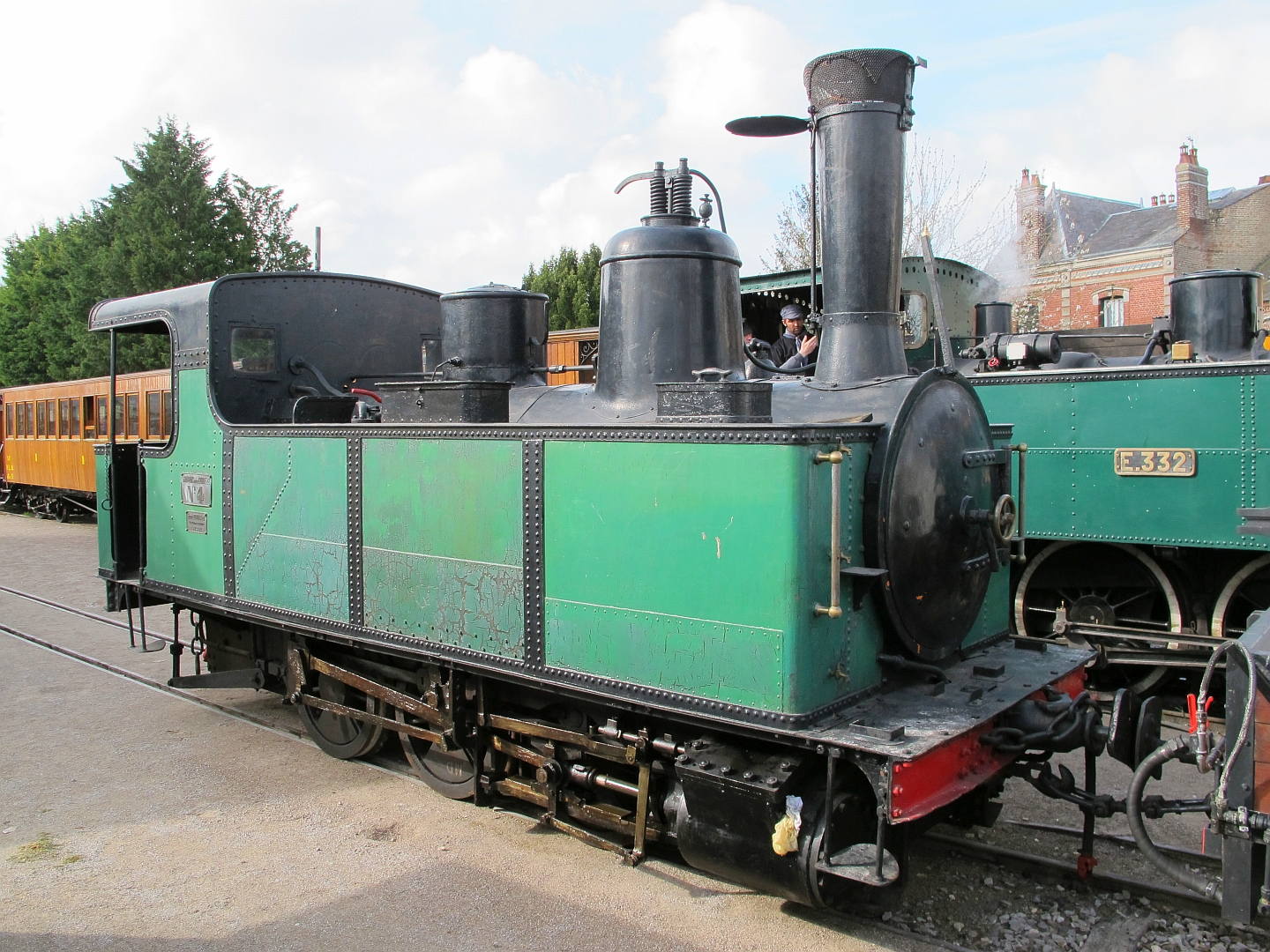
La 030 T Piguet no 4 préservée par l'AMTUIR, et confiée au Chemin de fer de la baie de Somme.

### Voitures voyageurs
- Voitures à bogies, A2C2 no 21 à 27
- Voitures à essieux, AC no 1 à 6
- Voitures à essieux, AC no 41 à 56
- Voitures à essieux, DA no 81 à 89, mixtes 1re classe fourgon

### Fourgons à bagages
- Fourgons à essieux, DP no 101 à 109

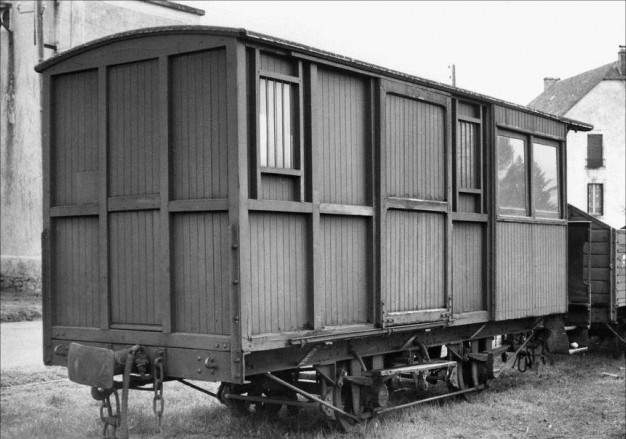
Voiture mixte à 2 essieux type DA 1re classe - fourgon.

### Wagons de marchandises
- 40 wagons couverts : K 121 à 160 et K 1
- 33 wagons tombereaux : I 221 à 244 et H 1 à 8
- 39 wagons plats : H 351 à 389
- 9 plats à traverse mobile : L 501 à 509

### Wagons spéciaux
- 1 wagon grue

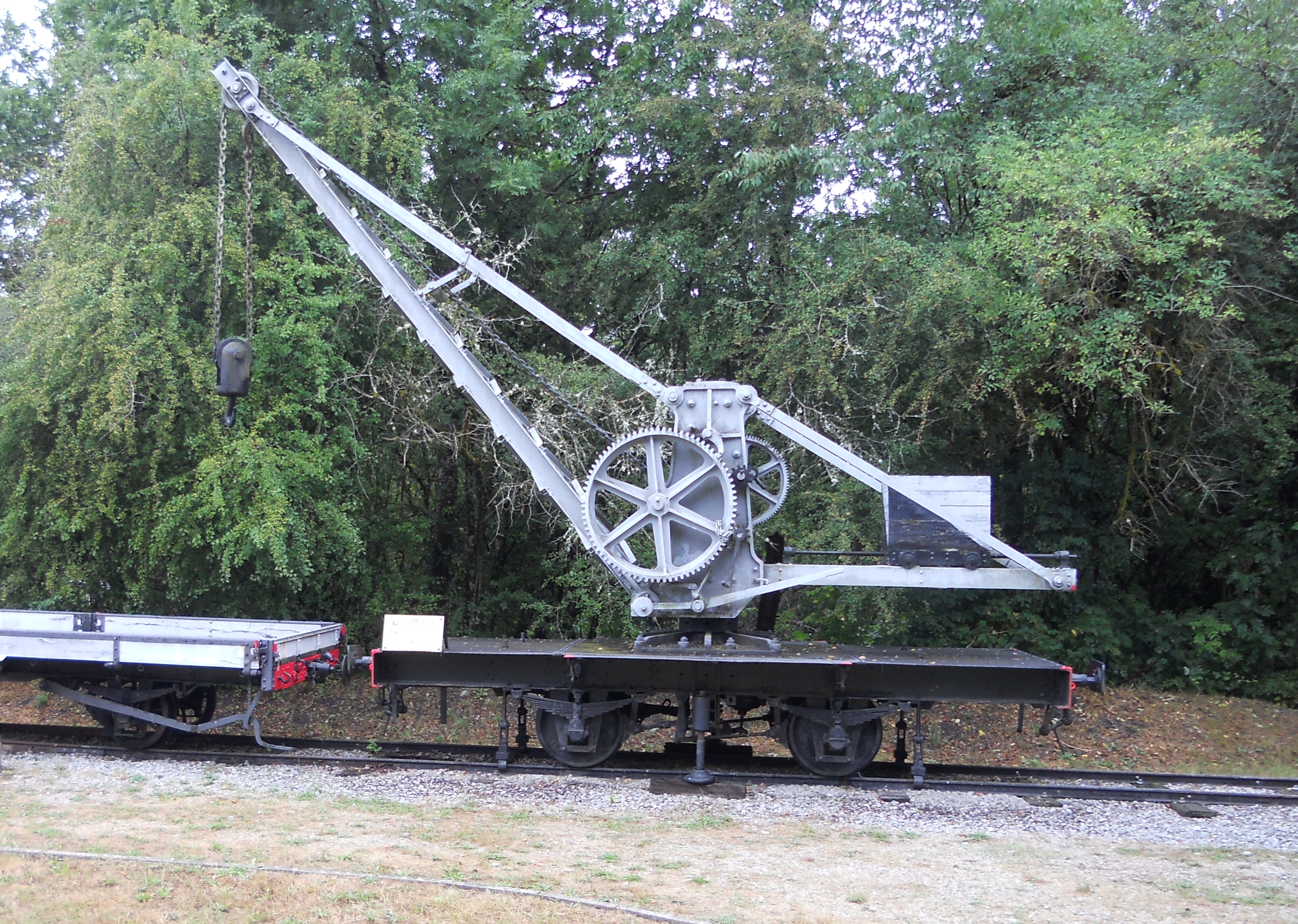
Wagon grue préservé en gare de Chirac Bellevue.

### Matériel complémentaire

#### Autorails
| Illustration | Modèle ou type  | N/O* | Nombre | Numéros | En service provenance si occasion | Hors service destination | Remarques |
| ------------ | --------------- | ---- | ------ | ------- | --------------------------------- | ------------------------ | --------- |
|              | De Dion-Bouton  | O    |        |         | PO-Corrèze                        |                          |           |
|              | Billard A 80 D1 | O    | 2      | X1-X2   | 1955 CGVFIL                       |                          |           |

* neuf ou d'occasion.

#### Remorques
| Illustration | Modèle ou type  | N/O* | Nombre | Numéros | En service provenance si occasion | Hors service destination | Remarques |
| ------------ | --------------- | ---- | ------ | ------- | --------------------------------- | ------------------------ | --------- |
|              | Billard A 80 D1 | O    | 1      |         | 1955 CGVFIL                       |                          |           |

* neuf ou d'occasion.

## Exploitation
La coexistence dans le département de la Corrèze de ce réseau et du réseau d'intérêt général à voie métrique concédé au PO et appelé PO-Corrèze, avec en particulier un tronc commun et des gares communes, a entraîné l'exploitation commune de ces réseaux par le PO-Corrèze et les compagnies suivantes :
la Société d'Exploitation des Chemins de fer en Corrèze (SECC) avant 1932,
la Société des Transports Automobiles du PO (STAPO) entre 1932 et 1944,
la Société de Contrôle et d’Exploitation des Transports Auxiliaires (SCETA) entre 1944 et 1962,
la Société générale des chemins de fer Économiques (SE) à partir de 1962.

## Matériel et installations préservés
- La locomotive 030 T Piguet no 4 sauvegardée par l'AMTUIR puis confiée au Chemin de fer de la baie de Somme qui a entrepris sa restauration ;
- la voiture C 52 construite en 1912 par Buffaud & Robatel également sauvegardée par l'AMTUIR[3], est confiée au MTVS ;
- un wagon-grue à deux essieux construit par Jules WEITZ à Lyon en 1911, et exposé en gare de Chirac-Bellevue  Classé MH (1995)[4] ;
- plusieurs bâtiments voyageurs de gares ont été restaurés, notamment ceux de Lafage-sur-Sombre, Espagnac, Saint-Pardoux-la-Croisille, Clergoux, Chirac-Bellevue, Nonards, Sérilhac, Liginiac, et Saint-Hilaire-Luc.